# Al-Nudjayr
An-Nujayr (àrab: النجير, an-Nujayr) fou una fortalesa de l'Hadramaut, a l'actual Iemen, coneguda perquè el 633 els rebels contra el califa Abu-Bakr as-Siddiq, comandats per al-Àixath ibn Qays, cap dels kindes, s'hi van fer forts contra el governador califal Ziyad ibn Labid al-Ansarí. El califa va enviar-hi forces manades per al-Muhàjir ibn Abi-Umayya, governador de Sanà, que va marxar en direcció a Marib i es va reunir amb Ziyad i van assetjar al-Nujayr, fins que els rebels es van rendir. Això va assegurar als musulmans el domini de l'Hadramaut.
Al segle x al-Hamdaní l'esmenta i comenta que estava en ruïnes.